# Reid-Professor für Musik
Die Reid-Professur für Musik ist eine Position innerhalb der University of Edinburgh, die 1839 unter Verwendung einer Erbschaft von General John Reid geschaffen wurde.

## Geschichte
Bei seinem Tod hinterließ Reid ein Vermögen von mehr als £50,000. Das Erbe sicherte zunächst den Lebensunterhalt für seine Tochter, die einen Mr. Robertson ohne seine Zustimmung geheiratet hatte. Sodann hinterließ er sein Vermögen zu dem Zweck, eine Professur für Musik an der Universität von Edinburgh zu begründen, sowie zum Ankauf einer Bibliothek. Es sollte auch sonst in einer Weise Verwendung finden, die dem Rektor der Universität und den Professoren richtig erscheine.
Entsprechend wurde 1839, nach dem Tod seiner Tochter, der Professorenlehrstuhl für Musik begründet. Zu jener Zeit hatte das Vermögen einen Stand von £70,000 erreicht; aber die Spitzen der Universität verweigerten sich der Anwendung des Geldes zum angegebenen Hauptzweck und nutzten es für die im Testament nachrangig genannten Zwecke. Sie setzten das Einkommen des Professorenstuhls mit £300 auf den niedrigsten Stand, der im Testament genannt war.

## Liste der Professoren
- John Thomson (1838–1839)
- Henry Bishop (1841–1843)
- John Donaldson (1845–1865)
- Herbert Oakeley (1865–1891)
- Friedrich Niecks (1891–1914)
- Donald Tovey (1914–1940)
- Sidney Newman (1941–1970)
- Kenneth Leighton (1970–1988)
- Nigel Osborne (1989–2012)[3]

## Nachweise
1. ↑  The Blackwatch at Ticonderoga. New York State Historical Association, Volume 10, New York 1911, S. 430–435 (google.com).
2. 1 2  Eintrag zu John Reid im Dictionary of National Biography
3. ↑  http://www.heraldscotland.com/arts-ents/music/the-professor-who-rocked-the-establishment.17908075